# 埃及第四王朝
第四王朝是古埃及古王国时期第二个王朝，古代埃及文明在这一时代达到空前的高度，例如最大的金字塔胡夫金字塔就是这个时代的胡夫法老建造的。因此第四王朝被认为是古埃及的“荣誉时代”。第四王朝始于约公元前2670年（年代误差可能有100年），历时110多年，经历了斯尼夫鲁、胡夫、雷吉德夫、卡夫拉、孟卡拉、谢普塞斯卡弗和德德夫普塔赫等7位法老。第四王朝的首都在孟菲斯。
埃及古王國的第四王朝是留下了所有古蹟中最著名的王朝：吉薩金字塔和獅身人面像。這一時期約為公元前2670年至公元前2450年，始於基奧普斯(Cheops)之父斯尼夫魯(Snéfrou)的統治時期。阿比多斯(Abydos)、薩卡拉(Saqqara )和都靈紙莎草的名單都可以追溯到新王國，所以應該謹慎對待它們，它們的年代大約是第四王朝之後的一千年。至於非洲人的名單，這是曼內托(maneton)名單的副本，比第四王朝晚了2000多年。考古學給出了六位國王的名字，從研究者的角度來看，他們的統治是絕對確定的。這些是出現在 阿比多斯列表中的六個名字。鑑於這些後來的名單，有可能還有兩三個其他的國王在位。
考古學實際上為扎維埃·艾利安( Zaouiet el-Aryan)提供了一座未完工金字塔的遺跡，其建築是第四王朝的典型建築，但其名稱不確定，可能是巴卡( Baka) 或內費爾卡( Néferka)。這些名單系統地列出了一個第八位國王，他沒有發現第四王朝的當代痕迹，但沒有證據表明他缺席，因此第八位國王統治並非不可能，特別是因為第四王朝的結束鮮為人知。
最後，薩卡拉王表列出了第九位被毀名的國王。這份名單是唯一一個給出了第九位的名單，這可能是一個錯誤的問題，除非是其他名單都有錯。貝克拉特(beckerath) 建議尼厄雷(Niouserrê) 國王作為這第九個王位的保有者，他認為尼厄雷有可能在舊王國的第五位偉大國王之初被列入，例如，在卡納克( Karnak )的名單中，在圖特摩斯三世統治時期。

## 金字塔的建造
第四王朝最显著的标志就是金字塔的建造，而金字塔则成为古埃及文明的代名词。金字塔是古代埃及国王的坟墓，因其形似汉字的“金”字，因此中文称之为“金字塔”。第一座金字塔是埃及第三王朝的左塞尔法老建造的，是阶梯式金字塔。从第四王朝开始，金字塔四周才改为平滑角锥体，而完成这一改良的法老是第一任法老斯尼夫鲁。另外，最大的金字塔也是第四王朝时期建造的，法老是第二任法老胡夫，他的儿子卡夫拉则修建了埃及第二大的金字塔，还被认为是金字塔旁边斯芬克斯像的建造者。

### 宗教变化
第四王朝是真正看到宗教习俗转变的时期，对太阳的崇拜很普遍。拉神崇拜的规模越来越大，这甚至大到Djedef的坟墓建在离古希腊人所说的赫里奥波里斯的崇拜中心更近的地方。 在国家物质资源、有机资源和人力资源开始集中化的时代，国王与神灵的关系变得无可挑剔，国王开始将自己的名字刻在以前为神灵保留的雕像和纪念碑上。这说明了国王们的一种神情。卡夫雷的著名雕像，在他的头饰中加入了一只猎鹰，将国王等同于荷鲁斯神。然而，这一事实引起了争议。它使卡夫雷对荷鲁斯的忠诚与不远处赫利波利斯不断增长的拉神崇拜形成对立。

### 金字塔的改进
第四王朝第一个国王斯尼夫鲁建造了三座金字塔（可能还有第四座）。第一座在梅朵姆，建造初期是传统的阶梯金字塔，后来将各阶梯填平，成为一个角锥体的金字塔，这一设计造型称为后世金字塔的模板。斯涅弗鲁又在达淑尔建造了一座真正的角锥体金字塔，这座金字塔开始建造时很陡，四壁倾斜角过小，建造过程中设计师发现这样倾斜的角度使金字塔可能倒塌，于是修改为比较大的倾角（53度），这一角度也成为后人的标准，这座金字塔称为“弯曲形金字塔”。斯尼夫鲁对此很不满意，于是就又在达淑尔建造了第三座金字塔，一座真正角锥体的金字塔，从而完成了从阶梯式金字塔向角锥体金字塔的转变。

### 胡夫金字塔
斯尼夫鲁的儿子继位后，开始修建胡夫金字塔－古埃及历史上最大的金字塔。胡夫金字塔是由法老的弟弟海米昂设计的，地址在首都孟斐斯附近尼罗河西岸的吉萨（今埃及开罗市郊）。胡夫金字塔高146.6米，底边长231米，总占地5万3000平方米，由于风化和塔顶石块被偷盗，目前金字塔高138.8米，在14世纪之前是世界上最高的建筑，也是仅存的世界七大奇迹。胡夫金字塔不仅仅是一座，而是在主塔周围还有数个小金字塔，安葬胡夫的妻子、母亲以及其他贵族，在金字塔旁还有供建筑工人生活的村落。据希罗多德说，金字塔由230万块巨石组成，平均每块重约2.5吨，修建胡夫金字塔共用了30年的时间，每年动用人工10万多人。

## 法老列表
埃及第四王朝法老列表如下
| 人名                               | 王名(荷鲁斯名)        |  | 在位           | 金字塔                                  | 王妃                                                    |
| ---------------------------------- | --------------------- |  | -------------- | --------------------------------------- | ------------------------------------------------------- |
| 斯尼夫鲁                           | 内布马特 Nebma'at     |  | 2613–2589 BC   | 紅金字塔 曲折金字塔 Pyramid at 美杜姆   | 赫特佩赫斯一世                                          |
| 胡夫 "Cheops"                      | 麦吉杜 Medjedu        |  | 2589–2566 BC   | 胡夫金字塔                              | 梅里塔特斯一世 赫努特森                                 |
| 雷吉德夫                           | 赫珀 Kheper           |  | 2566–2558 BC ? | 拉杰德夫金字塔                          | 赫特普赫雷斯二世 坎特卡                                 |
| 卡夫拉                             | 乌瑟雷布 Userib       |  | 2558–2532 BC   | 卡夫拉金字塔                            | 梅莱士安克三世 卡美雷尔内布蒂一世 赫克努赫杰特 珀森尼特 |
| 内布卡二世 (可能是 巴卡 或 包夫拉) |                       |  | c. 2532 BC?    | 泽耶特-艾尔-阿利安的未完成的北方金字塔? |                                                         |
| 孟卡拉                             | 卡赫 Kakhet           |  | 2532–2503 BC ? | 孟卡拉金字塔                            | 卡美莱尔内布蒂二世                                      |
| 谢普塞斯卡弗                       | 谢普塞斯克 Shepsesket |  | 2503–2496 BC ? | 马斯特巴特-菲尔翁                       | 布尼弗 肯特考斯一世?                                    |
| 德德夫普塔 (有争议的存在)          |                       |  | 2496-2494 BC?  |                                         | 肯特考斯一世?                                           |

## 时间表
第四王朝时间表